# Campeonato Tocantinense de Futebol de 1989
O Campeonato Tocantinense de Futebol de 1989 foi a primeira edição dessa competição estadual de futebol amador no Tocantins.
O pouco que se sabe desse certame é que foi vencido pelo Kaburé.[carece de fontes?] O elenco do Kaburé que conquistou o título amador era o seguinte: Gentil, Martins, Rubão, Rubinho e Lucimar; Babal, Giordany e Juscelino; Wilsinho, Mundeco e Sandro. Além destes, tinha Wilson Tapuio como técnico e Paulo Cesar Capel como presidente.

## Premiação
| Campeonato Tocantinense de 1989                      |
| ---------------------------------------------------- |
| Kaburé Esporte Clube Campeão (1º título era amadora) |